# Belegali, Hubli
Belegali là một làng thuộc tehsil Hubli, huyện Dharwad, bang Karnataka, Ấn Độ.